# Магальяйнш, Валдомиру
Валдомиру де Баррош Магальяйнш (уст. Магеллан; порт. Valdomiro de Barros Magalhães; 19 апреля 1883, Пасус, Минас-Жерайс — 14 января 1944, Рио-де-Жанейро) — бразильский юрист и политик; сенатор и президент сената в Эру Варгаса, в 1935—1937 годах.

## Биография
Валдомиру Магальяйнш (Вальдомиро Магеллан) родился 19 апреля 1883 года в муниципалитете Пасус в штате Минас-Жерайс. В 1902 году он поступил на юридический факультет университета Сан-Паулу — получил диплом юриста в 1906 году. В следующем году вошёл в муниципальный совет Монте-Санто. Был избран федеральным депутатом в 1915 году: занимал данный пост до 1930 года; являлся партийным секретарём с 1922 по 1926 год.
Магальяйнш одержал победу на выборах в сенат Бразилии, проходивших в 1934 году по новой (третьей) конституции: стал одним из двух сенатором от юго-восточного штата Минас-Жерайс. Являлся председателем комиссии по экономике и финансам; состоял лидером большинства и президентом сената со 2 марта по 30 апреля 1936 года. Будучи избранным на восьмилетний срок в 37-й созыв бразильского сената, занимал свой пост неполные три года, с 1935 по 1937 год — поскольку в ноябре 1937 года президент Жетулиу Варгас организовал государственный переворот и основал централизованное государство Эстадо Ново (Estado Novo).
После переворота Магальяйнш стал советником в Счётной палате Федерального округа. Скончался в городе Рио-де-Жанейро 14 мая 1946 года.